# JDAM

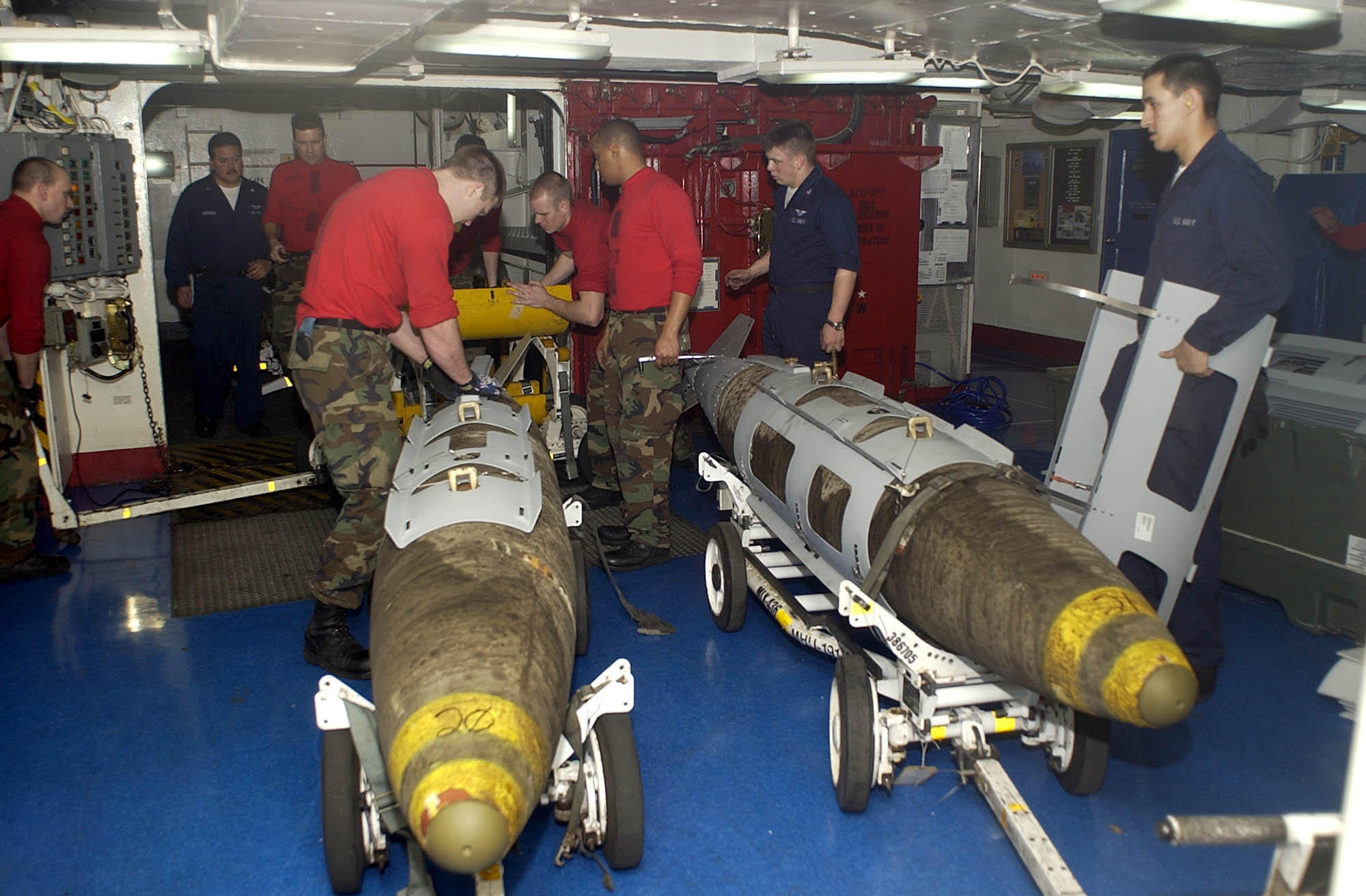
JDAM kit, справа — полностью закреплён на авиабомбе.

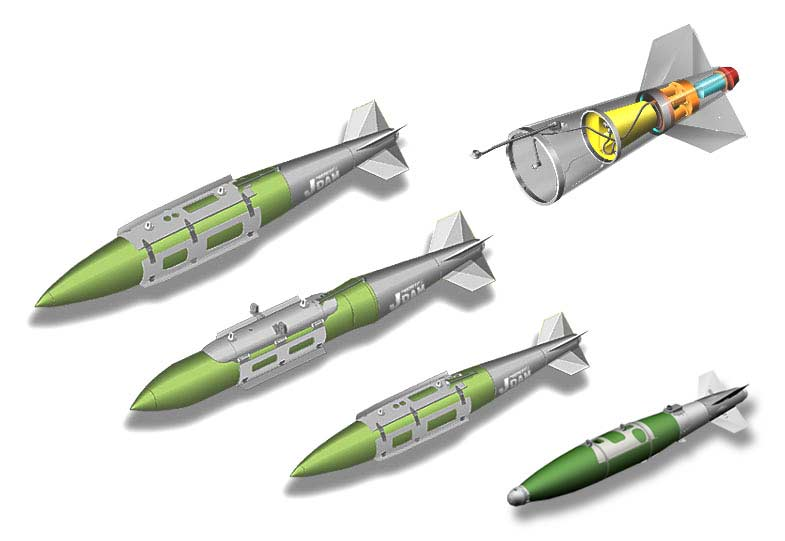
Комплекты JDAM для неуправляемых бомб общего назначения

Joint Direct Attack Munition (JDAM) — обычные авиабомбы, дооборудованные аэродинамическим комплектом с наведением по GPS, массой от 230 до 960 кг и дальностью применения от 40-75 км у последней модификации JDAM-ER производства Boeing.
JDAM реализованы как комплект оборудования на основе технологии GPS, преобразующий существующие свободнопадающие бомбы («тупые» бомбы, англ. "dumb bombs") во всепогодные корректируемые («умные», англ. "smart") боеприпасы. Разработан в США. Первый комплект выпущен в 1997 году фирмой Boeing и Lockheed Martin Missiles and Fire Control. Программа разработки JDAM является объединённой программой ВВС США и ВМС США.
JDAM представляет собой комплект из крыльев, крепящихся в средней части бомбы, и хвостового блока, имеющего управляемое оперение, позволяющее бомбе маневрировать. Там же находится и компьютер с навигационным оборудованием.
Бомбы, оборудованные комплектом JDAM, направляются к цели интегрированной инерциальной системой наведения в паре с GPS-приёмником улучшенной точности, обеспечивая им объявленную дальность действия в 15 морских миль (28 км)  от точки сброса (при сбросах с больших высот на сверхзвуковых скоростях дальность увеличивается). Для версии JDAM-ER дальность может достигать 75 км . Величина КВО, показанная на испытаниях, составляет 11 метров.
Принцип действия JDAM отличается от бомб с лазерным наведением и бомб с инфракрасным наведением, применению которых могут препятствовать неблагоприятные условия у поверхности земли (например, непрозрачность атмосферы вследствие пылевой бури). В последнее время JDAM-боеприпасы доукомплектовываются, тем не менее, головками лазерного наведения (устанавливаются в передней части бомбы), так как такие системы наведения выгодно применять против определённых видов целей. Благодаря этому старые боеприпасы превращаются в комбинированное современное высокоточное оружие, способное поражать, в том числе, и активно маневрирующие цели. Комплект JDAM применяется для модернизации неуправляемых бомб калибром от 230 кг (500 фунтов — GBU-38) до 910 кг (2000 фунтов — GBU-31).
Компания Boeing получила очередной заказ Пентагона на поставку более 15 тыс. управляющих комплектов JDAM (Joint Direct Attack Munitions) для оснащения бомб, сообщает «Военный Паритет» со ссылкой на World Military Power (1 апреля 2016 год). Стоимость контракта 325,8 млн долл. США.
Сообщается, что это треть от полного контракта до 2018 года общей стоимостью 1 млрд долл. США. C 1998 года выпущено более 250 000 комплектов.
Имеется опыт по сбросу модернизированных комплектов JDAM бомб на сверхзвуковых скоростях с большой высоты с истребителя F-22 Raptor. При этом было получено значительно увеличение дальности применения. В ходе испытаний истребитель F-22, летящий на высоте 50.000 футов (примерно 15.000 метров) со скоростью, в полтора раза превышающей скорость звука, сбросил 454-килограммовую авиабомбу JDAM на цель, находящуюся на расстоянии свыше 44 километров.

## JDAM Extended Range

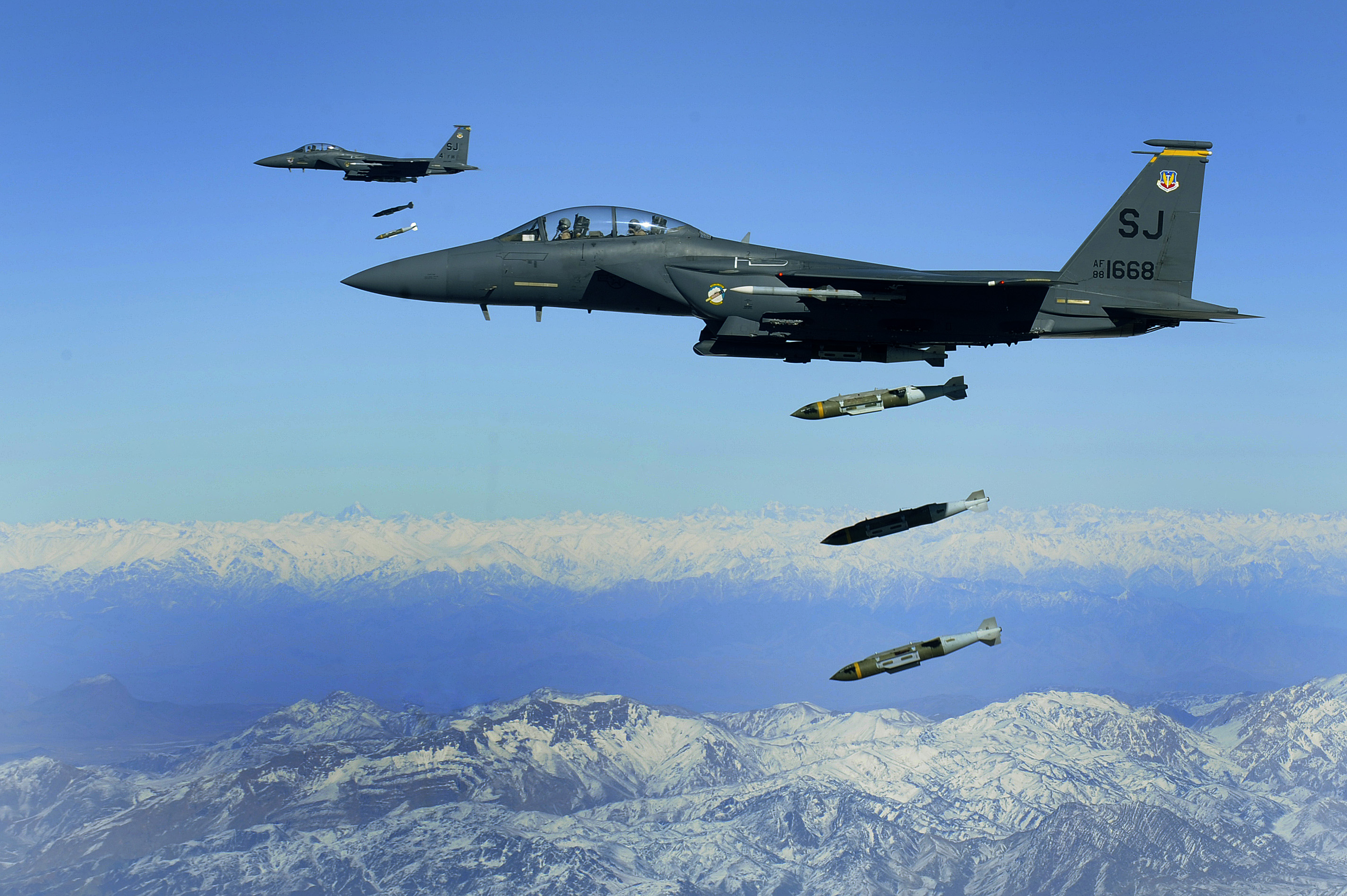

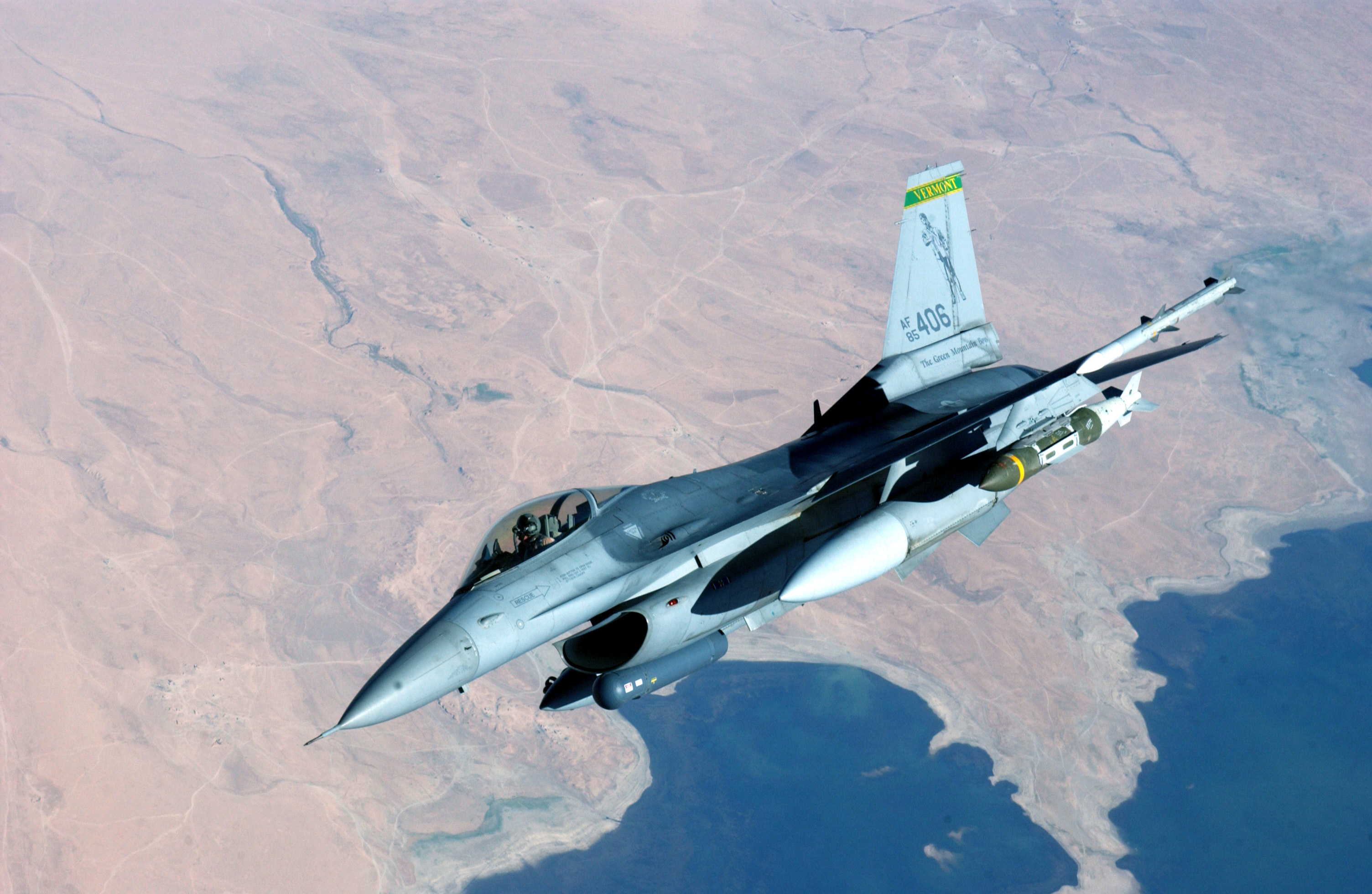

Также фирмой Alenia Marconi Systems был создан комплект Diamondback, предназначенный для повышения дальности. Выпускаемые крылья увеличивают дальность применения бомбы с 16-24 до 64-96 км. Испытания были произведены фирмой Boeing в 1999 году. Вариант с увеличенной дальностью получил обозначение JDAM-ER, его испытания были произведены в апреле 2000 года на авиабазе Иглин. В ходе испытания две УАБ GBU-31 с БЧ BLU-109/B, сброшенные с истребителя F-16 с высоты 6000 и 7600 м на скорости соответствующей 0,8 М, попали в заданную точку прицеливания. При этом дальность относительно точки сброса составила 43,2 и 65 км, соответственно. Согласно расчетам, проведённым специалистами фирмы Boeing, для УАБ GBU-31, крыло может обеспечивать максимальную дальность (относ) до 75 км при сбросе с высот порядка 12 000 м на скорости, соответствующей 0,9 М.

## Боевое применение
Во время операции НАТО против Югославии. Бомбардировщики B-2 Spirit с базы ВВС США Уитман, штат Миссури, в ходе операции сбросили более 650 бомб типа JDAM на объекты в Сербии. Было поражено 78 % намеченных целей, при этом показатель надёжности составил 96 %.
Успех операции привел к расширению программы использования JDAM-бомб, начиная с конца 1999 года. Дальнейший опыт применения в Иракской войне и операции по поддержанию мира в Афганистане показал необходимость усовершенствования системы наведения на финальном участке траектории и наведение по движущимся целям.
В ходе войны России против Украины, украинские вооружённые силы 11 октября 2023 года использовали управляемые авиационные бомбы JDAM для удара по стратегически важному мосту на трассе Горловка-Ясиноватая.

## Интеграция

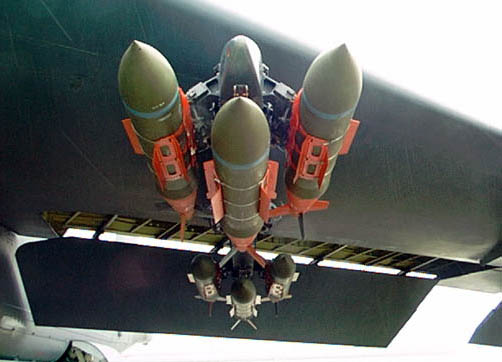
Бомбы JDAM на внешней подвеске стратегического бомбардировщика B-52 Stratofortress

Обеспечена совместимость JDAM со следующими моделями самолётов:
- AV-8B Harrier II
- A-10 Thunderbolt II
- B-1B Lancer
- B-2A Spirit
- B-52H Stratofortress
- F-117 Nighthawk
- F-14A/B/D Tomcat
- F-15E Strike Eagle
- F-16C Fighting Falcon
- CF-18 Hornet
- F/A-18C/D Hornet
- F/A-18E/F Super Hornet
- F-22 Raptor
- F-35 Lightning II
- MQ-9 Reaper
- Mitsubishi F-2
- Panavia Tornado
- Mirage F-1
- Northrop Grumman X-47B
- МиГ-29МУ2
- JF-17 Thunder
- S-3 Viking
- Eurofighter Typhoon

## Эксплуатанты
Основным эксплуатантом являются США. Правительством США разрешён экспорт в ряд стран, также рассматриваются новые заявки.
- Австралия[6]
- Бельгия
- Чили
- Дания
- Германия (первый покупатель системы LJDAM)
- Израиль[7]
- Италия[8]
- Украина[9]
- Япония (＋ LJDAM)[10]
- Нидерланды[11]
- Норвегия[12]
- Пакистан
- Польша
- Португалия
- Саудовская Аравия[13]
- Сингапур
- Республика Корея
- Турция
- Финляндия[14]

### Рассматриваются
- Египет
- Греция[15]